# Quercus boyntonii
Quercus boyntonii és una espècie de roure en la família de les fagàcies (Fagaceae) i està dins de la secció dels roures blancs que són els roures blancs d'Europa, Àsia i Amèrica del Nord. Tenen els estils curts; les glans maduren en 6 mesos i tenen un sabor dolç i lleugerament amarg, l'interior de la gla té pèl. Les fulles no tenen de la majoria de pèls en els seus sòbuls, que solen ser arrodonits.

## Descripció
Quercus boyntonii és un petit arbre o arbre arbustiu, que pot créixer de 2 a 6 metres d'alçada. L'escorça és de color marró i escamosa. Les branques són de color marró clar, molt rizomatoses i els seus brots marrons, ovoides, lleugerament pubescents, de 2-4 mm. Les seves fulles fan 5-10 x 2-6 cm, oboval a oblanceolades, base cuneada, àpex és arrodonit, marges revolute amb 3 (-5) lòbuls pot profunds a prop de l'àpex. Les fulles són de color verd fosc per sobre, tomentós platejat o gris groguenc per sota; 6-8 parells de venes secundàries, pecíol 5-10 mm, lleugerament pubescents. Les seves flors surten a la primavera i els seus fruits són unes glans que fan 1-1,7 cm, ovoides, de color marró clar, glabres, que poden anar sols o en parelles. La tassa cobreix 1/2 o 1/3 de la gla, és tomentosa amb escales adpresos. Quercus boyntonii prefereix sòls sorrencs i ben drenats.

## Distribució i hàbitat
És un endemisme als Estats Units principalment a l'estat d'Alabama i Texas, on creixen arran de mar fins als 200 m.

## Taxonomia
Quercus boyntonii va ser descrita per Chauncey Delos Beadle i publicat a Biltmore Botanical Studies 1(1): 47–48. 1901
Etimologia
Quercus: nom genèric del llatí que designava igualment al roure i a l'alzina.
boyntonii: epítet atorgat en honor del botànic estatunidenc Frank Ellis Boynton.
Sinonímia
- Quercus stellata var. boyntonii (Beadle) Sarg.[5][6]